# David Vaudaine
Pas d'image ? Cliquez ici

a Compétitions nationales et continentales officielles uniquement.

Dernière mise à jour le 14 avril 2020.
David Vaudaine, né le 24 juin 1983, est un joueur français de rugby à XV évoluant au poste de pilier. Passé en Top 14 avec le Montpellier HR, il joue au sein du club français de l'USO Nevers depuis 2011.

## Biographie
Formé au Stade nantais UC, Vaudaine se dirige ensuite au RC Aubenas où il poursuit sa formation en Pro D2. Il signe ensuite avec le Montpellier HR en 2003.  Après quelques saisons en Reichel et espoirs, il accède à l'équipe première. Il fait 9 apparitions en Top 14 et Challenge européen. Finalement en 2008, il signe à Marseille au Stade phocéen en Fédérale 1. Mais en proie à des difficultés financières, le club marseillais laisse filer plusieurs joueurs dont Vaudaine qui part pour l'USO Nevers dans la Nièvre.

## Palmarès
- Vice-champion de France Espoirs 2007 avec le Montpellier HR[2]